# Igreja de São Sebaldo

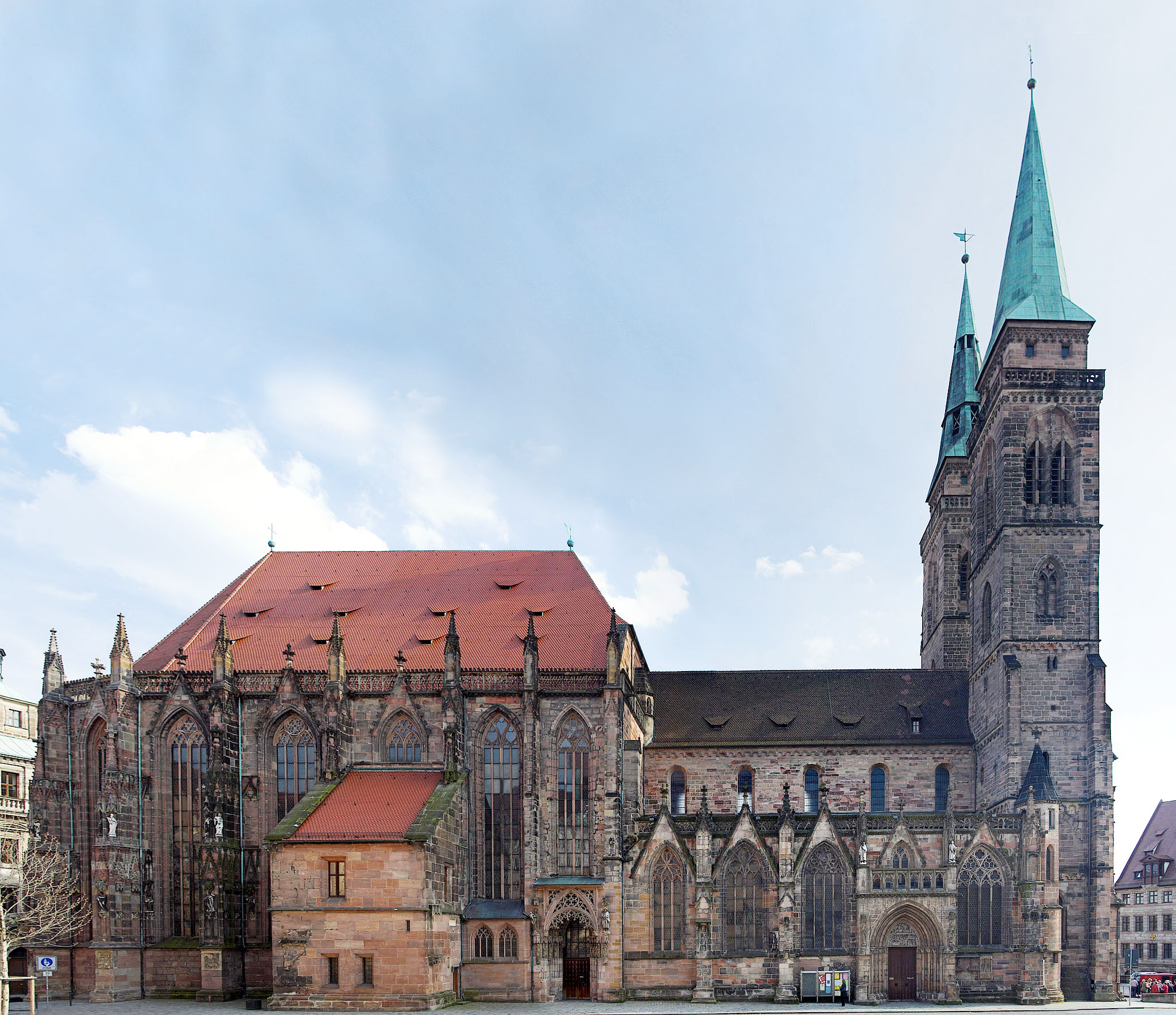

A Igreja de São Sebaldo (St. Sebald, Sebalduskirche) é uma igreja medieval em Nuremberg, Alemanha. Juntamente com a Frauenkirche (Igreja de Nossa Senhora) e a St. Lorenz, é uma das igrejas mais importantes da cidade e também uma das mais antigas. Ela está localizada na Albrecht-Dürer-Platz, em frente à antiga prefeitura. Seu nome vem de Sebaldo, um eremita e missionário do século VIII e santo padroeiro de Nuremberg. É uma igreja paroquial luterana desde a Reforma.
A construção do edifício começou em 1225. A igreja alcançou o status de igreja paroquial em 1255 e foi concluída em 1273-1275. Ela foi originalmente construída como uma basílica românica com dois coros. O antigo órgão foi destruído pelas forças aliadas durante um bombardeio em 2 de janeiro de 1945.
A igreja sofreu sérios danos durante a Segunda Guerra Mundial e foi restaurada posteriormente. Parte do antigo interior não danificado inclui o Santuário de São Sebaldo, obras de Veit Stoss e os vitrais. Na igreja, encontra-se o famoso epitáfio da família Tucher.

## Galeria

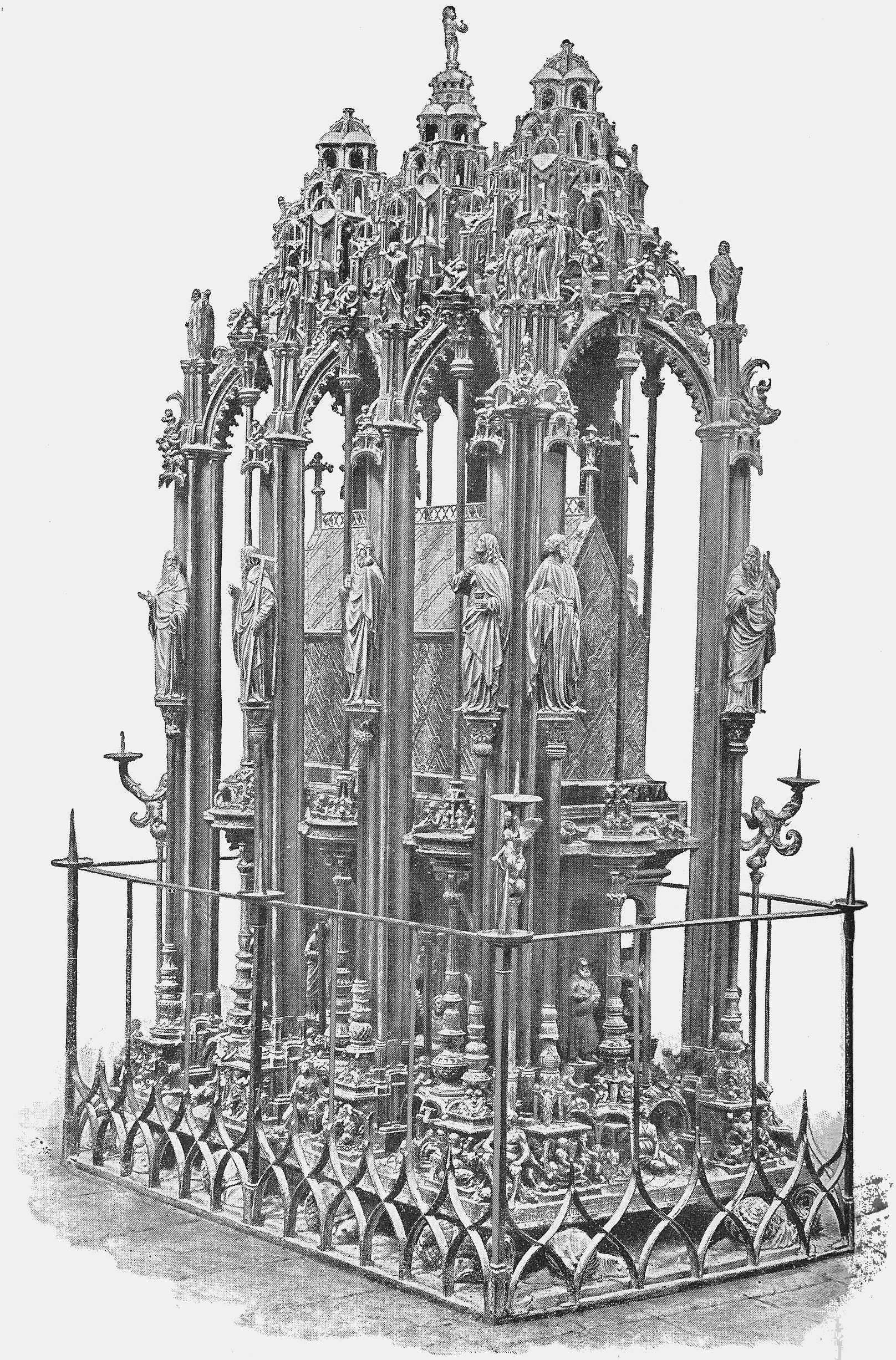
Monumento a São Sebaldo, de Peter Vischer, o Velho
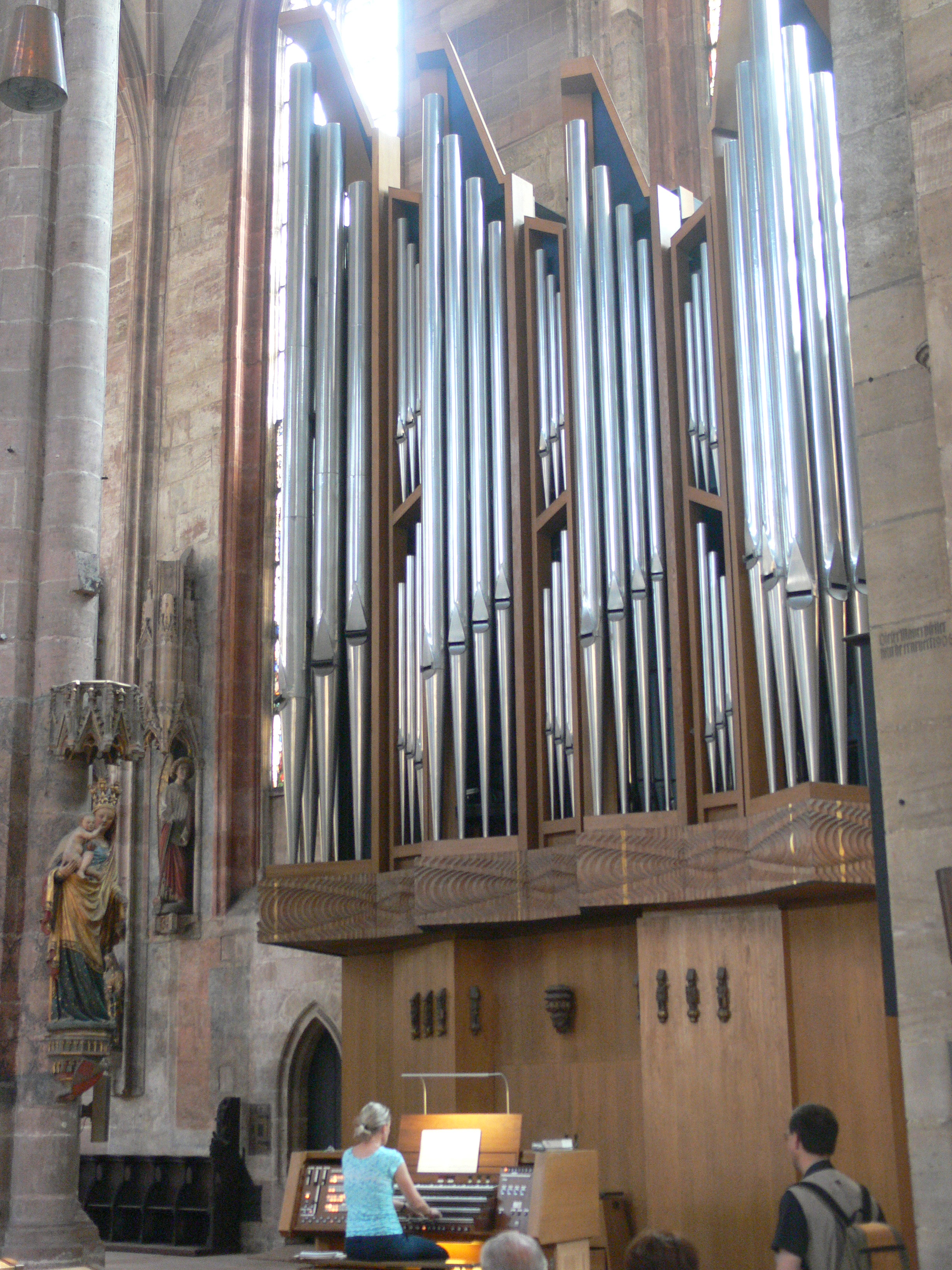
Órgão
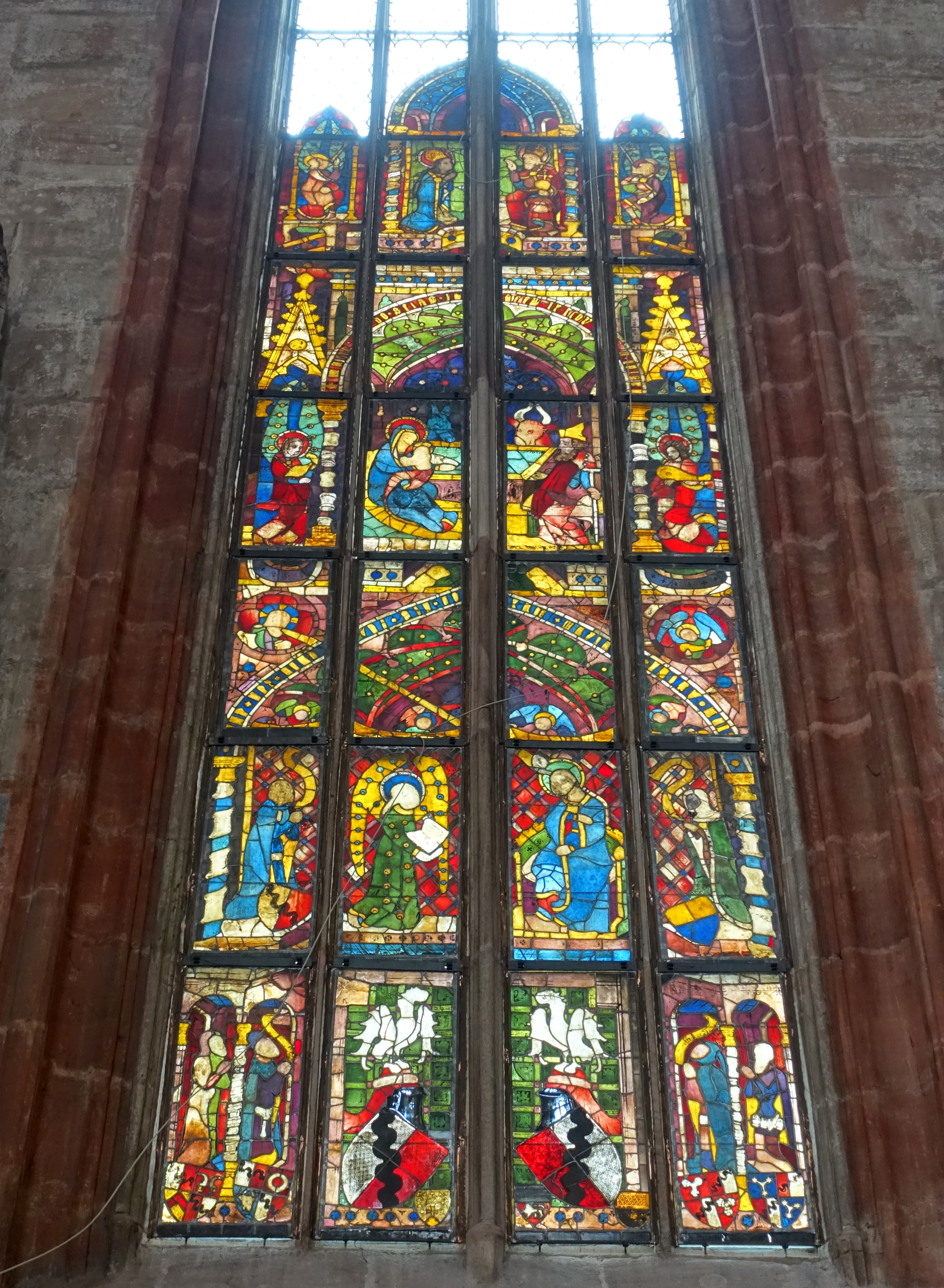
Vitrais